# Catharsiocopris
Catharsiocopris là một chi bọ cánh cứng thuộc họ Scarabaeidae.